# Agger Tarquinii

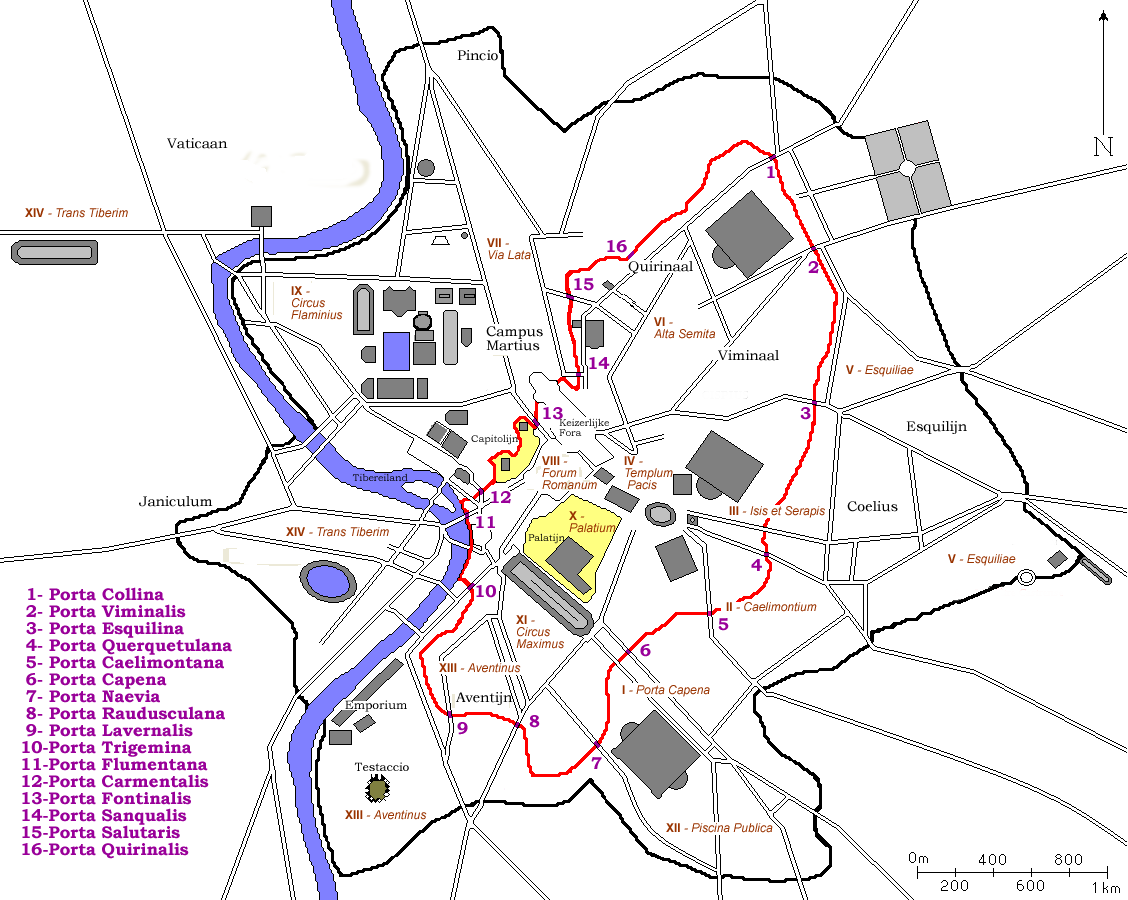
Der Bereich der Servianischen Mauer (rote Linie) zwischen den Toren Porta Collina (1) und Porta Esquilina (3) wird als Agger bezeichnet

Agger Tarquinii, meist nur Agger (von lat.: agger „Wall“) genannt, war ein Abschnitt der Servianischen Stadtmauer in Rom. Er erstreckte sich zwischen der Porta Collina und der Porta Esquilina und schützte den besonders gefährdeten Teil der Stadt gegen die Ebene im Osten. In der Mitte des Agger lag die Porta Viminalis. Die Länge des Agger betrug etwa 1.300 Meter (Dionysios von Halikarnassos: sieben Stadien). Er bestand aus einem tiefen Graben und einer etwa zehn Meter hohen Mauer, an die auf der Innenseite ein Erdwall angeschüttet war, der von einer Stützmauer gesichert wurde. 
Die Servianische Stadtmauer wurde angeblich vom römischen König Servius Tullius (Regierungszeit 578–534 v. Chr.) errichtet. Sein Nachfolger Tarquinius Superbus (Regierungszeit 534–509 v. Chr.), von dem der Agger Tarquinii seinen Beinamen bekam, soll den östlichen Teil weiter erhöht haben, so dass er von Marcus Tullius Cicero später als agger maximus („höchster Wall“) bezeichnet wurde. Archäologisch nachweisen lässt sich der Bau erst für das 4. Jahrhundert v. Chr.
Reste des Agger sind auf der Piazza dei Cinquecento in der Nähe der Stazione Termini und der Piazza Manfredo Fanti zu sehen.